# Gadalla Gubara

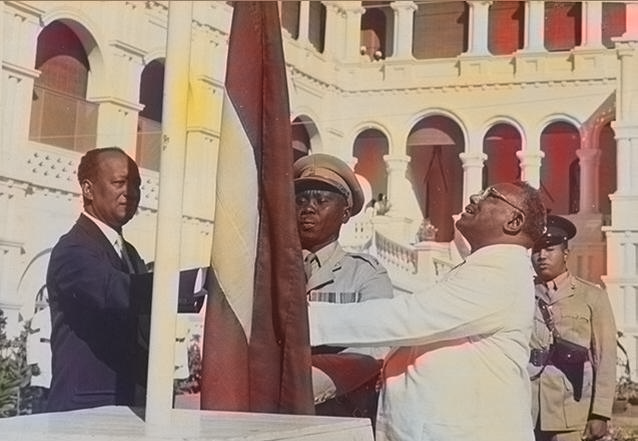
Súdánská vlajka vztyčená při ceremonii nezávislosti 1. ledna 1956, foto: Gadalla Gubara

Gadalla Gubara (červenec 1920 – 21. srpna 2008) byl súdánský kameraman, filmový producent, režisér a fotograf. Během pěti desetiletí vyprodukoval více než 50 dokumentárních filmů a tři hrané filmy. Byl průkopníkem africké kinematografie, spoluzakladatelem Panafrické federace filmařů FEPACI a filmového festivalu FESPACO (Ouagadougou, Burkina Faso). Jeho dcera Sara Gubara, která je absolventkou Káhirského vyššího filmového institutu v Egyptě, mu poté, co ztratil zrak, pomáhala s jeho pozdějšími filmovými projekty. Je považována za první súdánskou filmovou režisérku.

## Životopis
Gubara se narodil v Omdurmánu v Súdánu v roce 1920. Jeho otec byl farmář a byl součástí širší rodiny Muhammada Ahmada. Během druhé světové války sloužil jako důstojník v Royal Corps of Signals na severoafrické kampani. Jednotka koloniálního filmu tam pro vojáky promítala filmy jako Vítězství pouště, Naši afričtí vojáci v aktivní službě nebo S našimi africkými vojsky na Blízkém východě. Toto bylo Gubarovo první setkání s filmem, což ho vedlo k tomu, že po válce hledal další školení, zatímco byl umístěn v Londýně a na Kypru.
Po jeho školení ho Britská filmová jednotka pověřila, aby se vrátil do Súdánu a natočil vzdělávací filmy o zemědělských plánech země, které budou promítány místnímu publiku po celé zemi.

## Kariéra
Gubara byl také jedním z prvních súdánských fotografů, zachytil například vztyčení vlajky nově nezávislé země 1. ledna 1956. V pozdním uznání byly některé z jeho fotografií vystavovány v roce 2015 na retrospektivní výstavě The Chartúm School: Tvorba moderního uměleckého hnutí v Súdánu (1945–současnost) nadací Sharjah Art Foundation ze Spojených arabských emirátů.
V roce 1955 Gubara produkoval první africký barevný film Píseň o Chartúmu, příspěvek k žánru dokumentárních filmů o avantgardních městech. Roky po získání nezávislosti v roce 1956 byly v Súdánu poznamenány atmosférou politického a kulturního probuzení. Gubara se stal hlavním tvůrcem nově zřízeného súdánského filmového oddělení pod ministerstvem kultury a informací. Během tohoto období fotograficky dokumentoval mnoho událostí a každodenního života: jednání vlády s egyptským prezidentem Gamalem Abdel Nasserem nebo etiopským císařem Haile Selassim na státní návštěvě, noční život v Chartúmu, stavbu železničních tratí, továren a přehrad. Na konci 50. let získal grant na pokračování ve filmových studiích na Univerzitě a po svém návratu v roce 1962 byl jmenován ředitelem Súdánské filmové jednotky.

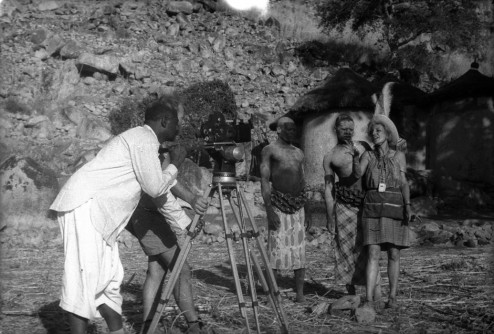
Gadalla Gubara s německou fotografkou Leni Riefenstahlovou v pohoří Nuba, Súdán, před rokem 1973

Vzhledem k tomu, že chtěl produkovat vlastní dokumentární filmy a především filmy hrané, opustil v roce 1974 Súdánskou filmovou jednotku a založil první soukromé filmové studio Súdánu Studio Gad. Jeho první celovečerní film Tajouj (1977) je dramatický příběh o nešťastné lásce dvou nápadníků k hrdince, odehrávající se na venkově ve východním Súdánu, v němž vystupoval herec Salah ibn Al Badya. Tajouj vyhrál sochu Nefertiti, nejvyšší egyptské filmové ocenění, na Mezinárodním filmovém festivalu v Káhiře v roce 1982 a získal ceny na filmových festivalech v Alexandrii, Ouagadougou, Teheránu, Addis Abebě, Berlíně, Moskvě, Cannes a Kartágu.

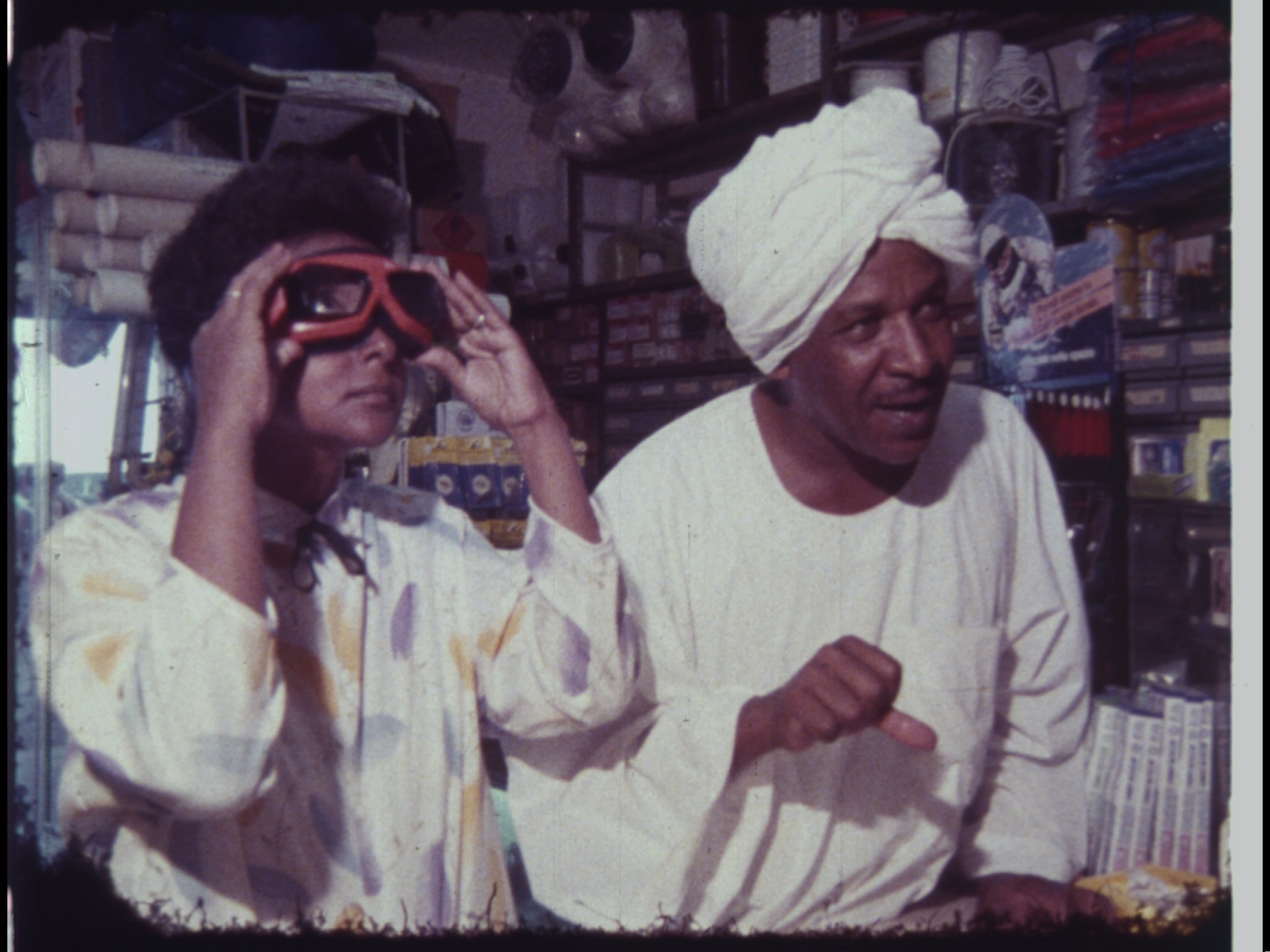
Gadalla a Sara Gubara ve svém dokumentu Viva Sar a (1984)

V roce 1984 Gubara zveřejnil polodokumentární krátký film s názvem Viva Sara. Vypráví o jeho dceři Sáře, která se i přes svůj fyzický handicap, když v dětství prodělala obrnu, stala první Súdánskou účastnicí mezinárodního závodu plavců mezi ostrovem Capri a městem Neapol v Itálii. 
Gadalla přišel o zrak ve věku osmdesáti let, když mu vláda zabavila studio, ale stále pokračoval ve svých posledních filmových projektech, přičemž mu asistovala jeho dcera Sara Gadalla Gubara. V roce 2006 obdržel za svou kariéru „Cenu za excelenci“ na udílení cen Africa Movie Academy Awards.

## Přijetí
Súdánský spisovatel Omar Zaki poukázal na možná nejplodnější éru Gubary a napsal:
Gubarovy filmy z 60. a 70. let zachycují to, co mnozí nazývají „zlatou érou Súdánu“, kdy byl Chartúm Bejrútem... nebo... Paříží Afriky. V té době byl Chartúm multikulturním městem s desítkami katolických, protestantských, koptských a etiopských kostelů a různými etnickými komunitami – židovskými, arménskými, syrskými, řeckými, libanonskými a srbskými. To platí pro Gubarovy vzpomínky na hlavní město: Chartúm byl otevřeným městem; měl všechny druhy zábavy, měl noční kluby. Lidé mohli volně hrát, mohli tančit... Ale když s Nimeiry začala šaría, Chartúm se stal islámským městem.

 
V roce 2008 natočil filmař Frédérique Cifuentes o Gubarovi dokumentární film s názvem Cinema in Sudan: Conversations with Gadalla Gubara, jehož část byla zpřístupněna v online archivu Sudan Memory. V letech 2014 až 2016 mnoho Gubarových filmů digitalizoval Institut für Film und Videokunst v Berlíně a byly znovu uvedeny publiku v Súdánu i v zahraničí.

## Filmografie (hrané filmy)
- Tajouj (1977)
- Barakat Al-Sheikh (1998)
- Les miérables, adaptace románu Victora Huga (2006)[19]